# Тарганові перегони

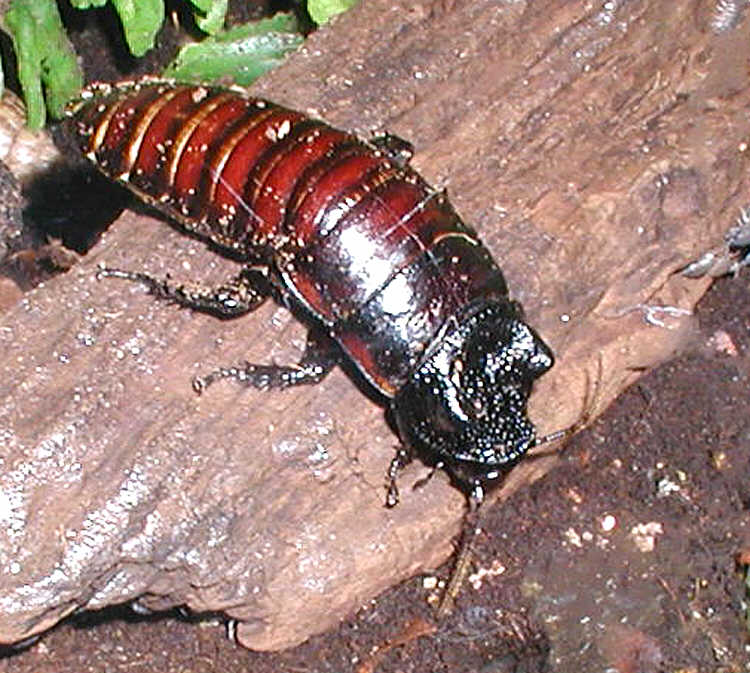
мадагаскарських тарганів зазвичай використовують в тарганових перегонах

Тарганові перегони - змагання тарганів у спринтерській гонці. У гонках використовуються гігантські таргани з острова Мадагаскар (мадагаскарський шиплячий тарган Gromphadorhina portentosa) довжиною від 6 до 10 см. Учасників поміщають в жолобки у яких в один кінець подається світло, в іншому темно (таргани як правило біжать від світла). Довжина дистанції, як правило, близько 1,5 м. Глядачі роблять ставки. Для спостереження за забігом часто використовується відеотехніка.

## Закони про права тварин
Як і будь-якій іншій факт використання представників фауни в сфері розваг, перегони тарганів формально порушують закон про права тварин і можуть бути оголошені поза законом, відповідно до статей кримінального кодексу ряду країн.

## Тарганові перегони у мистецтві
- Тарганові перегони представлені в літературі. Першим цю забаву описав Аркадій Аверченко в декількох фейлетонах константинопольського періоду («Про тарганів, гроби і порожніх всередині бабів», «Космополіти»). Далі відомий опис в п'єсі Михайла Булгакова «Біг» (1927), а також у повісті Олексія Толстого «Пригоди Невзорова або Ібікус» (1924). За словами одного з режисерів фільму «Біг» Володимира Наумова [1], опинившись в Туреччині в Стамбулі (колишній Константинополь), кінематографісти не знайшли підтвердження існування перегонів тарганів в ті роки. Останніми дослідженнями (Ганною Хлебіною та Вікторією Міленко) точно встановлено, що вони проводилися російськими емігрантами в травні 1921 року, після закриття  владою Константинополя лото, в приміщенні в районі вулиці Гран Пера.
- На основі ідеї перегонів тарганів створені однойменні відеоігри.

## Див. Також
- Собачі перегони
- Півнячі бої
- Корида